# ポーン・キングピッチ 対 ファイティング原田戦
ポーン・キングピッチ 対 ファイティング原田戦（ポーンキングピッチ たい ファイティングはらだせん）は、1962年10月10日に東京の蔵前国技館で行われたプロボクシング世界フライ級タイトルマッチである。王者ポーン・キングピッチ（タイ）に、挑戦者ファイティング原田（日本）が11回KO勝ちを収め、日本人として白井義男以来、2人目の世界王者となった。同年の年間最高試合に選定された。3ヶ月後のリターンマッチでは、キングピッチが勝利した。